# Бой у Ачанского острога
Бой за Ачанский острог в 1652 году — первое столкновение военных отрядов России и Цинского Китая в борьбе за Приамурье.

## Предыстория
Осенью 1651 года отряд из около 200 русских служилых и «вольных» казаков под предводительством Ерофея Хабарова спустился на стругах вниз по Амуру до земель ачанов (предков ульчей и нанайцев), где было решено расположиться на зимовку. 8 (18) октября зимовье подверглось внезапному нападению 800 ачанов и дючеров. Атака была отбита, а окрестные селения приведены в покорность. Однако казаки всё же приступили к строительству укреплённого острога. Правда, деревянная крепость была небольшого размера, часть домов, где размещались казаки, находилась за пределами стен и не была защищена от нападений. Кроме того, Хабаров не предусмотрел позиций для артиллерии, что, впоследствии, ставилось ему в вину: «Пушкам ни роскатов, ни быков не поставил, а поставил среди улицы просто». Все русские казаки имели ручное огнестрельное оружие — длинноствольные фитильные пищали. Кроме того, в отряде была одна большая медная и две малые железные пушки.
В наше время в нескольких километрах от места расположения Ачанского острога находится село Ачан Амурского района Хабаровского края.
Между тем старейшины ачеров и дючеров выслали гонцов в маньчжурскую пограничную крепость Нингута. В конце 1651 года нингутский чжангинь (военный командант) Хайсэ принял решение выступить против русских казаков и пленить их. Он направился в Ачанскую землю с отрядом, которым также командовал ротный начальник Сифу (русские источники упоминают лишь одного маньчжурского командира — Сифу (Исинея)). Отряд насчитывал 600 воинов, вооружённых в основном холодным оружием. Имелось только 6 лёгких пушек и 30 пищалей с 3 или 4 короткими стволами, а также начинённые порохом глиняные петарды для подрыва укреплений. Маньчжуры двигались по зимним дорогам на лошадях (по три лошади на каждых двух человек).

### Версии
Участник экспедиции по поиску Ачанского городка Ерофея Хабарова доктор географических наук Алексей Махинов считает, что Ачанский городок был в районе нынешнего села Нижние Халбы.

## Бой
Маньчжурскому отряду удалось скрытно подойти к Ачанскому острогу. На рассвете 24 марта (3 апреля) у русской крепости выше по течению Амура внезапно появилось войско облачённых в доспехи всадников. Караульный казак немедленно поднял тревогу. Казаки спешно встали ото сна, вооружились и надели куяки (доспехи). Ворота острога были закрыты, поэтому казаки, ночевавшие в домах снаружи от крепости, вынуждены были перебираться через стены.
Маньчжуры открыли по острогу огонь из пушек и пищалей, русские вели ответную стрельбу со стен из пищалей. Перестрелка продолжалась весь день. Под вечер маньчжуры продвинулись к самым стенам острога, укрываясь за брошенными русскими домами. Подобравшись ещё ближе, маньчжуры сумели вырубить три звена бревенчатой стены, открыв себе дорогу в крепость. Однако Хабаров успел подвести к пролому большую медную пушку и встретить атакующих огнём в упор. В проломе маньчжуры понесли наибольшие потери и отошли назад. Хабаров решил развить успех и сам устроил вылазку.
Из крепости вышло 156 казаков, а оставшиеся 50 русских прикрывали их огнём из пищалей со стен острога. Защищённые доспехами казаки во главе с Хабаровым вступили в рукопашный бой с маньчжурами и обратили их в бегство. Было захвачено несколько пленных, давших потом показания, восемь вражеских знамён, 2 железные пушки, 17 пищалей, 830 лошадей и продовольственные запасы. На поле боя осталось 676 убитых врагов (из пришедших 600 циньцев и присоединившихся к ним около полутора тысяч человек из местных племён). Казаки потеряли убитыми 10 человек, 78 получили ранения.

## Последствия сражения
Несмотря на победу, русские понимали, что столкнулись с гораздо более серьёзным противником, чем отряды местных племён. Весной 1652 года русский отряд оставил Ачанский острог и ушёл вверх по Амуру, Сообщая в Якутск о произошедшем, Хабаров объяснял, что не может со своим отрядом без поддержки закрепиться в среднем Приамурье: «А в Даурской земли на усть Зеи и на усть Шингалу (Сунгари) теми людьми сесть не смеем, потому что тут Богдоева (Китайская) земля близко, и войско приходит на нас большое с огненным оружьем и с пушками и с мелким оружьем огненным, чтоб государеве казни порухи не учинить и голов казачьих напрасно не потерять».
Одновременно Хабаров пытался завязать через дючеров мирные переговоры с маньчжурами.
В Цинском Китае также оценили нового противника, с которым было трудно справиться имевшимися на границе малыми силами. Наказанных за поражение Хайсэ и Сифу в Нингуте сменил в качестве командующего известный маньчжурский полководец Шархуда, который начал планомерно готовиться к боевым действиям против русских — организация многочисленного войска из местного населения, строительство речного флота, подготовка продовольственных запасов и т. д. В дальнейшем Шархуде удалось переломить ход военных действий в свою сторону. В следующем столкновении с русскими на реке Сунгари (1654) маньчжуры уже добились частичного успеха.